# 20-й отдельный миномётный батальон (1-го формирования)
20-й отдельный миномётный батальон — воинское подразделение вооружённых сил СССР в Великой Отечественной войне.

## История формирования батальона
К началу Великой Отечественной войны дислоцировался на Карельском перешейке, на вооружении батальона находились 48 120-мм полковых миномётов.
В составе действующей армии с 25 июня 1941 по 13 мая 1942 года.
Ведёт бои с первых дней войны, обстреливая финские войска. С возобновлением наступления финских войск в конце июля 1941 года, отступает с боями к Ленинграду. В сентябре 1941 года снят с Карельского перешейка и переброшен на правый берег Невы в район Невской Дубровки, содействует нашим войсками в захвате и удержании Невского пятачка. Находится в том районе вплоть до переформирования.
13 мая 1942 года переформирован в 174-й миномётный полк.

## Полное наименование
- 20-й отдельный миномётный батальон

## Подчинение
| Дата            | Фронт (округ)       | Армия                          | Корпус | Дивизия | Примечания |
| --------------- | ------------------- | ------------------------------ | ------ | ------- | ---------- |
| 01.07.1941 года | Северный фронт      | -                              | -      | -       | -          |
| 10.07.1941 года | Северный фронт      | 23-я армия                     | -      | -       | -          |
| 01.08.1941 года | Северный фронт      | 23-я армия                     | -      | -       | -          |
| 01.09.1941 года | Ленинградский фронт | -                              | -      | -       | -          |
| 01.10.1941 года | Ленинградский фронт | Невская оперативная группа     | -      | -       | -          |
| 01.11.1941 года | Ленинградский фронт | 1-я Невская оперативная группа | -      | -       | -          |
| 01.12.1941 года | Ленинградский фронт | 8-я армия                      | -      | -       | -          |
| 01.01.1942 года | Ленинградский фронт | 8-я армия                      | -      | -       | -          |
| 01.02.1942 года | Ленинградский фронт | -                              | -      | -       | -          |
| 01.03.1942 года | Ленинградский фронт | Невская оперативная группа     | -      | -       | -          |
| 01.04.1942 года | Ленинградский фронт | Невская оперативная группа     | -      | -       | -          |
| 01.05.1942 года | Ленинградский фронт | Невская оперативная группа     | -      | -       | -          |

## Отличившиеся воины батальона
| Награда                    | Ф. И.О.                 | Должность                | Звание    | Дата награждения | Примечания                                                                                            |
| -------------------------- | ----------------------- | ------------------------ | --------- | ---------------- | --- |
| Герой Российской Федерации | Курбатов, Иван Петрович | командир миномётной роты | лейтенант | 16.11.1998       | посмертно, подорвал вместе с собой автомобиль с минами, уничтожив несколько десятков вражеских солдат |